# Jiří Antonín Heinz

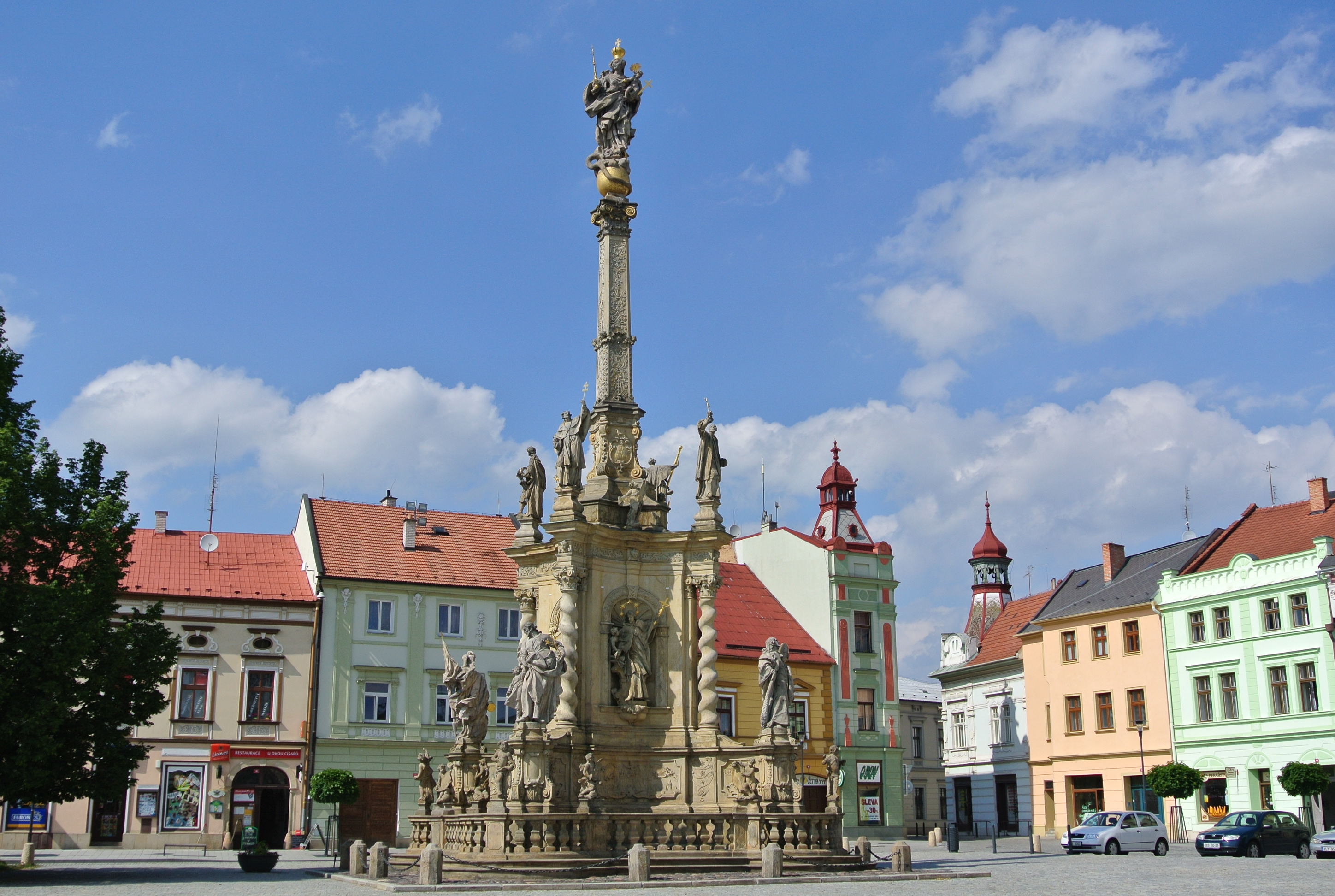
Mariánský sloup v Uničově na kterém se sochař podílel společně se Severinem Tischlerem.

Jiří Antonín Heinz, nebo také Georg Anton Heintz (1698 Svitavy – 22. května 1759 Znojmo) byl barokní sochař působící na střední a severní Moravě. Sochařskou činností významně zasáhl do uměleckého dění města Uničova, Olomouce a Znojma. Těmto třem moravským lokalitám zasvětil svůj výtvarný život. Právě zde a v blízkém okolí nalezneme Heinzovy realizace, které však pro pestrost autorova rukopisu není snadné jednoznačně slohově zařadit. Snaha o harmonický soulad dynamiky a zároveň ukázněnosti, spolu s originálním zpracováním cizích podnětů, jsou znaky příznačné pro Heinzovu tvorbu.

## Biografie
Jiří Antonín Heinz přišel na svět roku 1698. O tom, jak prožil svá dětská léta a období dospívání v rodných Svitavách, máme jen velmi málo informací. S jistotou však víme, že elementárním technickým dovednostem, nezbytným pro povolání budoucího řezbáře a sochaře, se mu dostalo v dílně Jana Sturmera (1675–1729). Se zahraničními vlivy a pozdně barokními dobovými trendy pravděpodobně přišel do styku během tovaryšské cesty. Ohromný dopad na formování jeho umělecké osobnosti na něj s největší pravděpodobností mělo školení u věhlasného Matyáše Bernarda Brauna (1684–1738). Patrný je také vliv drážďanského sochaře Balthasara Permosera (1651–1732). Dobové zprávy hovoří o umělcově komplikované osobnosti a vznětlivé povaze, což by mohlo vysvětlovat nižší počet zakázek, které k němu přicházely. Zcela určitě se na jeho postoji k životu negativním způsobem podepsaly také osobní tragédie, kdy se musel vyrovnat se smrtí všech svých tří manželek i potomků. I přes svůj bouřlivý charakter zakončil svou životní pouť v dominikánském klášteře ve Znojmě, kam roku 1753 vstoupil a o dva roky později se stal dokonce laickým bratřím. Posledních šest let svého života se tedy věnoval právě vzniku sochařských prací pro znojemský klášterní kostel. Zde Heinz snad nakonec dosáhl ve své prudké povaze zmírnění a smíření s Bohem, o čemž může svědčit také fakt, že si jej dominikáni velmi považovali a jeho ostatky s úctou uložili v kryptě kostela.

## Dílo

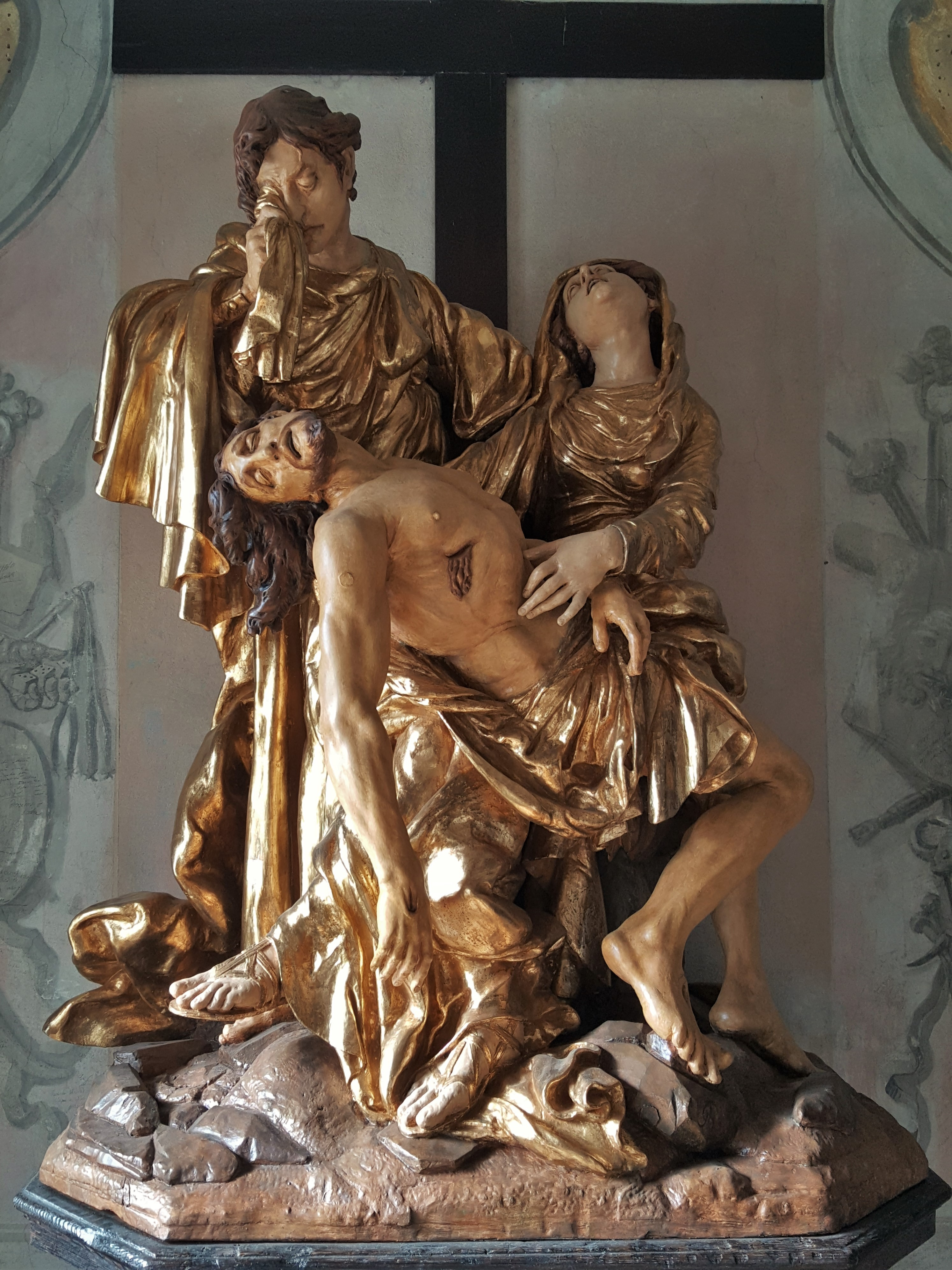
Sousoší Piety, Svaté schody v rezidenci na Svatém Kopečku u Olomouce (kol. 1731)

Vzhledem k nízkému počtu spolupracovníků, který čítala Heinzova dílna, se lze domnívat, že většina děl vznikla skutečně pod jeho rukama. Nicméně pravděpodobně z téhož důvodu nemohl Heinz přijímat větší a náročnější zakázky, jelikož by je nebyl schopen časově zvládnout. Díky signaturám, které většina jeho kamenosochařských výtvorů nese, dnes nemáme potíže s připisováním autorství. Heinzův tradiční monogram G. A. H. nalezneme i na Ukřižovaném Kristu, který je tak jediným jeho signovaným dřevěným dílem.
Okouzlení dvěma sochařskými velikány mělo zpočátku za následek bipolární charakter Heinzovy práce. Dokladem může být komparace dvou jeho raných děl: sv. Josefa v Moravské Třebové a sv. Jana Nepomuckého ze Svitav. O souhru těchto dvou tendencí se pokusil při realizaci Madony pro kostel v Karlovci, která se vyznačuje odvážným prostorovým členěním. Jako autor soch světců si Heinz liboval ve ztvárnění dynamického pohybu a ostře lomených drapérií. Jisté rozvolnění jeho rukopisu pak nastalo při práci na sochařské výzdobě Hradiska. Pozoruhodné jsou především jednotlivé figury z cyklu alegorie ročních dob z roku 1731 umístěné v nikách vestibulu. Doslova mistrovské dílo v Heinzově tvorbě pak představuje sousoší Oplakávání, jež bylo určeno pro interiér Svatých schodů na Svatém Kopečku. Zde je zjevná především citová angažovanost a autentičnost niterního prožitku. O Heinzově genialitě svědčí i řešení kompletního vybavení pohřební kaple pro velkolosinský kostel. Ve témže městě také realizoval světské motivy delfínů či dětských figur pro zámeckou zahradu. Tyto sochy se vyznačující mimořádně expresivním permoserovským pojetím. Vedle množství děl pro střední a severní Moravu se Heinz zabýval monumentálním Mariánským sloupem v Uničově, o němž nás zpravuje smlouva z roku 1735, dle níž je patrno, že zde spolupracoval se Severinem Tischlerem a jeho pomocníkem Ignácem Winklerem. Majestátní sloup je završen sochou Madony z roku 1743. Rozpohybované pojetím a těžkost drapérií jsou rysy typické pro Heinzovo pojetí, které jsou zde patrny na figurách sv. Josefa, Floriána, Jiřího či Judy Tadeáše. Ani po jeho přesídlení do Znojma se z Heinzovy tvorby nevytrácí osobitost a originalita. Při práci na množství postav světců pokračuje ve vystižení plnosti objemů, mocného pohybu a bezprostřednosti výrazu.

### Výběr z díla
- 1721: socha svatého Josefa v nice nad vchodem do františkánského kláštera v Moravské Třebové
- 1725: socha svatého Jana Nepomuckého na Brněnské ulici ve Svitavách
- 20.–30. léta: boční oltáře Navštívení P. Marie a Božího těla v kostele Nanebevzetí Panny Marie v Uničově
- 1730: socha sv. Jana Nepomuckého v Lipňanech
- Kolem 1730: sochařská výzdoba nástavců bočních oltářů v klášterním kostele svatého Josefa v Moravské Třebové
- 1731: úprava soch Panny Marie a svatého Štěpána od Františka Zürna na průčelí kostela Navštívení Panny Marie na Svatém Kopečku
- 1731: sochy čtyř ročních období ve vestibulu prelatury Kláštera Hradisko v Olomouci
- Kolem 1731: sousoší Piety na Svatých schodech v rezidenci u kostela Navštívení Panny Marie na Svatém Kopečku
- 1734 (1742?): sousoší svatého Jana Nepomuckého s anděly na Olomoucké ulici v Uničově
- 1734: výzdoba pohřební kaple rodu Žerotínů, kazatelna a křtitelnice v kostele svatého Jana Křtitele ve Velkých Losinách
- 1735: socha svatého Jana Sarkandra a oltářní socha svatého Jana Nepomuckého (1733) v kostele svatého Mořice v Olomouci
- 2. pol. 30. let: boční oltář Panny Marie a kazatelna v kostele svatého Jana Křtitele v Bohuňovicích (dílna)
- 1742: sousoší svatého Floriána v Uhřičicích
- 1742–1748: Mariánský sloup v Uničově – socha Immaculaty na vrcholu, a sochy svatého Josefa, Floriána, Jiřího a Judy Tadeáše na nárožích spodní etáže, ostatní sochy jsou z dílny Severina Tischlera (vysvěcen 1743)
- 1744: socha Immaculaty na náměstí, svatého Vendelína a svatého Floriána na mostku U Svatých v Račicích (dílna). V polovině 20. století zde existovala i socha sv. Eustacha, dnes je již zničená.[1]
- 1753–1755: boční oltáře svaté Barbory, Jana Nepomuckého a Šebestiána, výzdoba kruchty, varhan a zpovědnice v kostele Nalezení svatého Kříže ve Znojmě

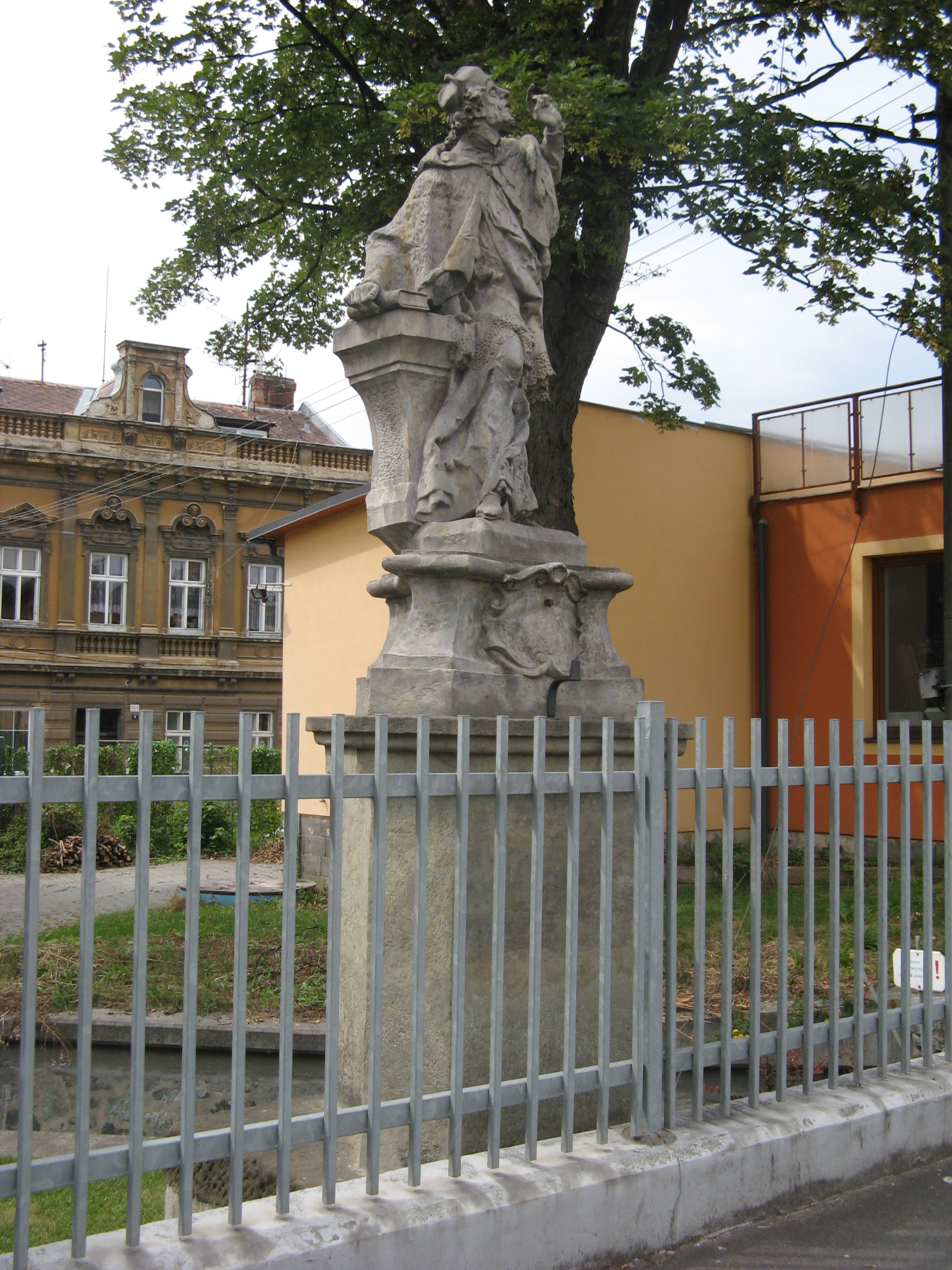
Socha svatého Jana Nepomuckého na hranici Svitav a Čtyřiceti Lánů v ulici Brněnská nad řekou Svitavou
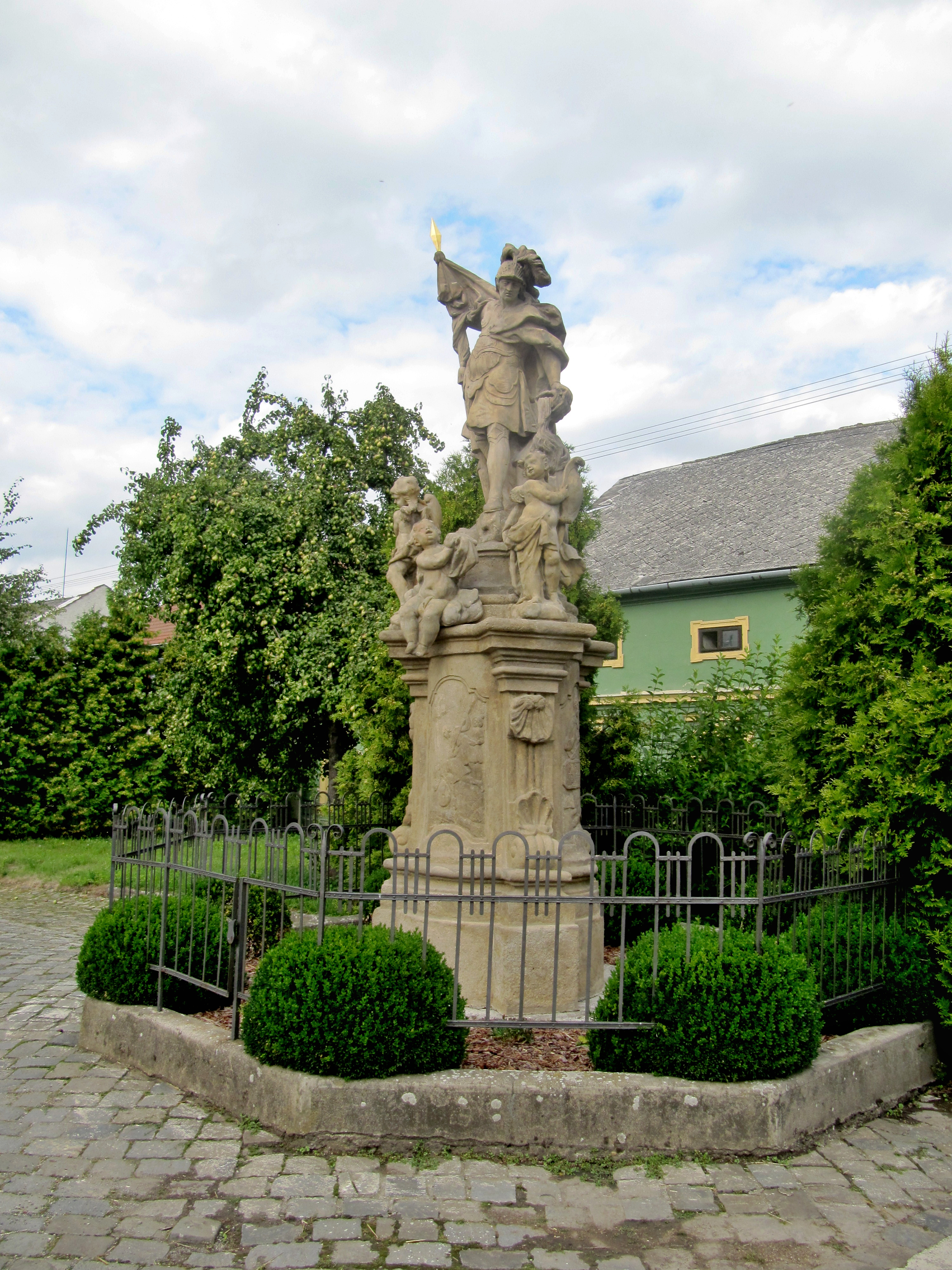
Socha svatého Floriána v Uhřičicích
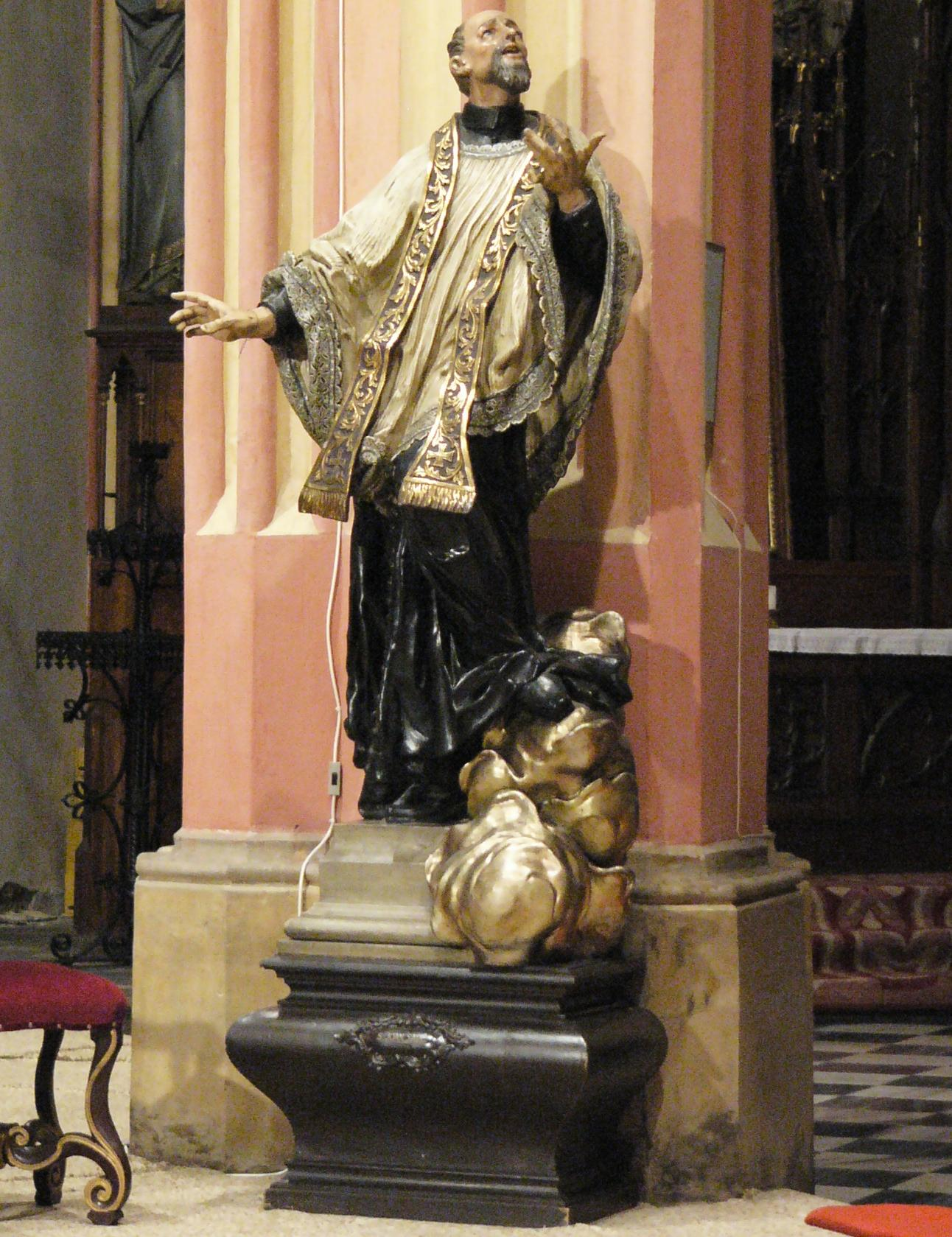
Socha svatého Jana Sarkandra v kostele sv. Mořice v Olomouci
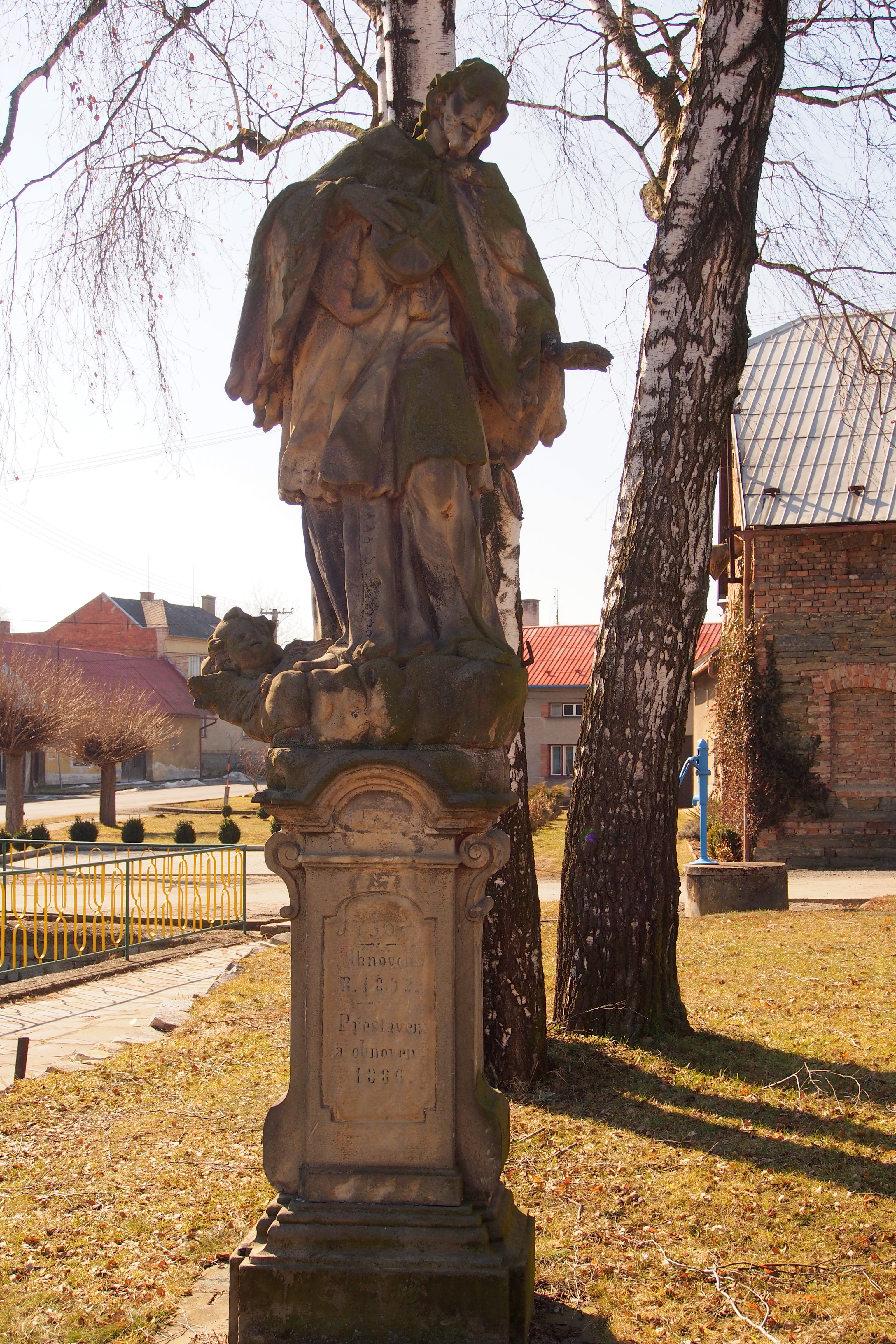
Socha svatého Jana Nepomuckého v Lipňanech
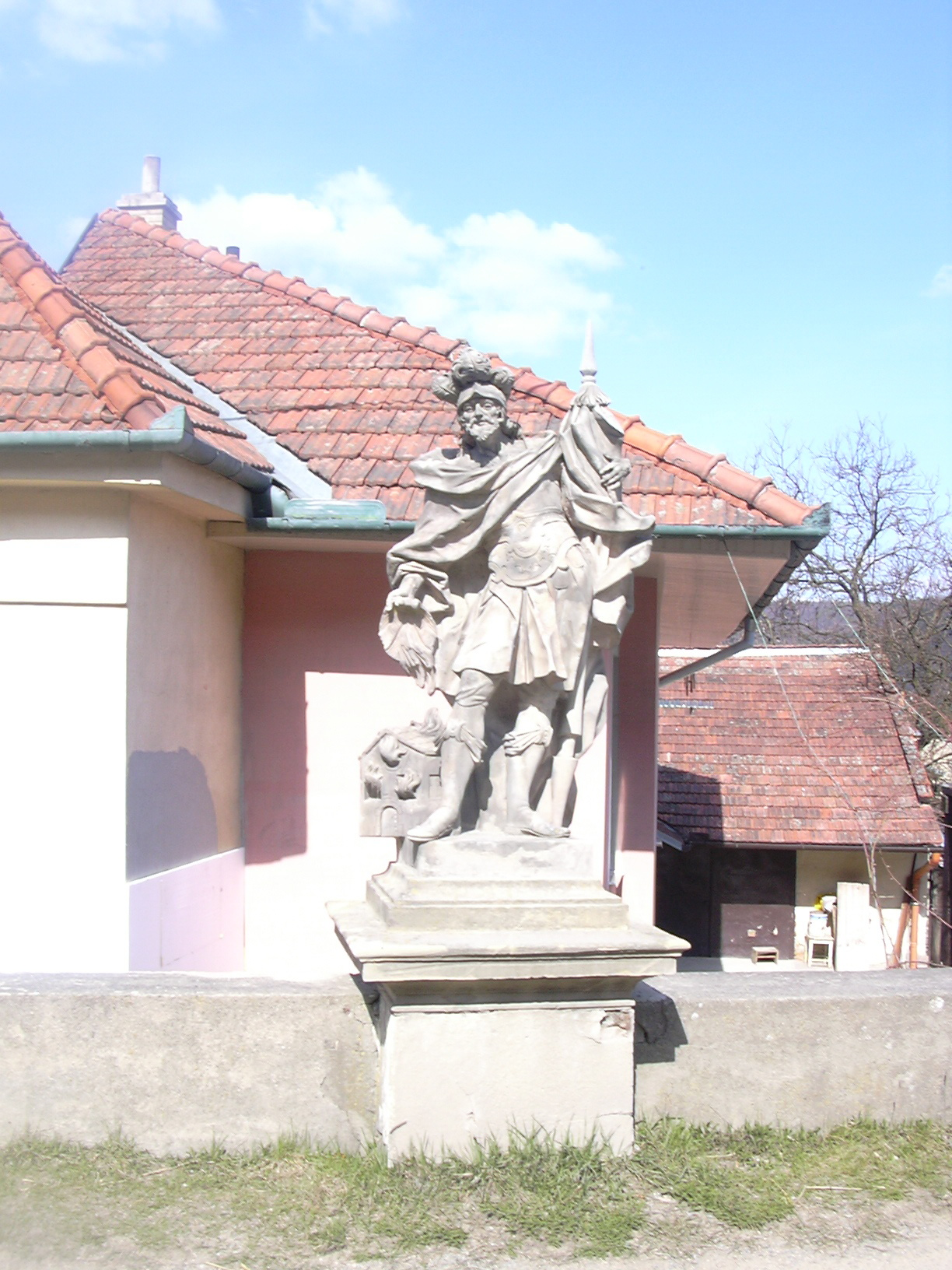
Socha svatého Floriána v Račicích